# Palomena viridissima

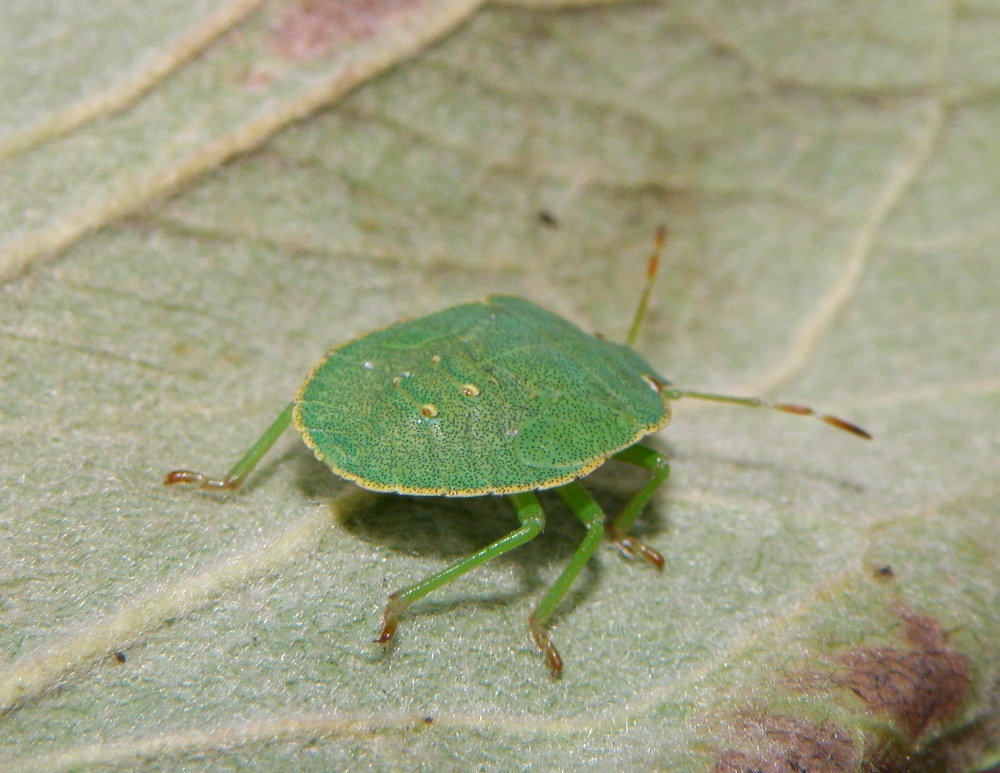
Nymphe

Palomena viridissima, auch Grünste Stinkwanze genannt, ist eine Wanze aus der Familie der Baumwanzen (Pentatomidae).

## Merkmale
Die Wanzen werden 11,0 bis 14,0 Millimeter lang. Sie sind grasgrün gefärbt, verfärben sich zum Herbst hin aber olivbraun, nicht selten mit einem violetten Schimmer. Nach der Überwinterung sind die Wanzen wieder grün gefärbt. Ihr Halsschild ist am Vorderrand konvex nach außen gewölbt. Dies unterscheidet die Art von der ähnlichen Grünen Stinkwanze (Palomena prasina), deren Halsschildrand konkav nach innen gewölbt ist. Bei beiden Arten hat das Schildchen (Scutellum) die gleiche Farbe wie die Körpergrundfarbe. Das zweite Glied der Fühler ist 1,6- bis 2-mal so lang wie das dritte; bei der Grünen Stinkwanze sind diese beiden Glieder etwa gleich lang.

## Vorkommen und Lebensraum
Die Art ist in Europa mit Ausnahme der Britischen Inseln und dem Norden Skandinaviens verbreitet. Östlich erstreckt sich die Verbreitung bis nach Zentralasien. In Deutschland ist sie vor allem im Süden anzutreffen, ist jedoch viel seltener als die Grüne Stinkwanze. Im Norden Deutschlands findet man sie nur vereinzelt. In Österreich ist sie aus sämtlichen Bundesländern, aber nur vereinzelt nachgewiesen. Auch hier ist sie seltener als die Grüne Stinkwanze und ebenso im Vorkommen rückläufig.

## Lebensweise
Wie auch die Grüne Stinkwanze besiedelt die Art viele verschiedene Lebensräume. Man findet sie aber besonders in der Krautschicht und seltener auf Laubgehölzen. Wie auch die Grüne Stinkwanze lebt Palomena viridissima polyphag an verschiedenen Pflanzen und tritt pro Jahr in einer Generation auf.

## Belege